# Gouvernement Kristensen
 (août 2023).
Si vous disposez d'ouvrages ou d'articles de référence ou si vous connaissez des sites web de qualité traitant du thème abordé ici, merci de compléter l'article en donnant les références utiles à sa vérifiabilité et en les liant à la section « Notes et références ».
Royaume de Danemark
Buhl II Hedtoft I
Le gouvernement Knud Kristensen (en danois : Regeringen Knud Kristensen) est le gouvernement du royaume de Danemark entre le 7 novembre 1945 et le 13 novembre 1947, durant la 42e législature du Folketing.
Il est dirigé par le libéral Knud Kristensen et constitue un gouvernement minoritaire du seul Parti libéral (V). Formé après les législatives du 8 octobre 1945, il succède au cabinet d'unité nationale de Vilhelm Buhl et cède le pouvoir après le scrutin anticipé du 28 octobre 1947 au premier exécutif minoritaire du social-démocrate Hans Hedtoft.

## Historique
Dirigé par le nouveau Premier ministre libéral Knud Kristensen, précédemment ministre de l'Intérieur, ce gouvernement minoritaire est constitué par le Parti libéral (V), qui dispose seul de 38 députés sur 149, soit 25,5 % des sièges du Folketing. Il bénéficie du soutien sans participation du Parti populaire conservateur (KF) et du Parti social-libéral danois (RV), qui comptent ensemble 39 parlementaires.
Il est formé à la suite des élections législatives du 8 octobre 1945 et forme ainsi le premier gouvernement danois démocratiquement élu depuis la fin de la Seconde Guerre mondiale.
Il succède donc au deuxième gouvernement du social-démocrate Vilhelm Buhl, formé par une coalition d'unité nationale associant la Social-démocratie (SD), le V, le KF, le RV, le Parti communiste du Danemark (DKP) et l'Unité danoise (DS).

### Formation
Lors du scrutin, le Parti libéral arrive deuxième, comptant dix sièges de retard sur la Social-démocratie, mais Knud Kristensen parvient à rassembler une majorité et accéder au pouvoir.

### Succession
Au cours des élections législatives anticipées du 28 octobre 1947, les sociaux-démocrates confortent leur première place en totalisant plus d'un tiers des sièges et près de 40 % des voix. Bien que les libéraux progressent et que l'alliance forgée par Kristensen remporte l'exacte majorité absolue, le social-démocrate Hans Hedtoft devient Premier ministre et forme son premier cabinet.

## Composition
| Fonction                                                | Titulaire | Titulaire                                                                   | Parti |
| ------------------------------------------------------- | --------- | --------------------------------------------------------------------------- | ----- |
| Premier ministre                                        |           | Knud Kristensen                                                             | V     |
| Ministre des Affaires étrangères                        |           | Gustav Rasmussen                                                            | Sans  |
| Ministre des Finances                                   |           | Thorkil Kristensen                                                          | V     |
| Ministre de la Défense                                  |           | Harald Petersen                                                             | V     |
| Ministre Affaires ecclésiastiques                       |           | Mads R. Hartling (jusqu'au 12/11/1945) Carl Hermansen                       | V     |
| Ministre de l'Éducation                                 |           | Mads R. Hartling                                                            | V     |
| Ministre de la Justice                                  |           | Aage Elmquist                                                               | V     |
| Ministre de l'Intérieur                                 |           | Einar Kjær (mort le 18/06/1947) Niels Arnth-Jensen (à partir du 30/06/1947) | V     |
| Ministre des Travaux publics                            |           | Niels Elgaard                                                               | V     |
| Ministre de l'Agriculture Ministre de la Pêche          |           | Erik Eriksen                                                                | V     |
| Ministre du Commerce, de l'Industrie et de la Marine    |           | Jens Villemoes (jusqu'au 06/09/1947) Axel Kristensen                        | V     |
| Ministre de l'Approvisionnement (dissous le 24/04/1947) |           | Axel Kristensen                                                             | V     |
| Ministre des Affaires sociales et du Travail            |           | Søren P. Larsen (jusqu'au 24/04/1947) Jens Sønderup                         | V     |
| Ministre des Affaires spéciales                         |           | Per Federspiel                                                              | V     |